# Нужевко
Нужевко (пол. Nużewko) — село в Польщі, у гміні Цеханув Цехановського повіту Мазовецького воєводства.
Населення — 179 осіб (2011).
У 1975-1998 роках село належало до Цехановського воєводства.

## Демографія
Демографічна структура станом на 31 березня 2011 року:
|          | Загалом | Допрацездатний вік | Працездатний вік | Постпрацездатний вік |
| -------- | ------- | ------------------ | ---------------- | -------------------- |
| Чоловіки | 87      | 13                 | 64               | 10                   |
| Жінки    | 92      | 13                 | 56               | 23                   |
| Разом    | 179     | 26                 | 120              | 33                   |